# Liu Jin (eunuco)
Liu Jin (28 de febrero de 1451 - 25 de agosto de 1510) fue un poderoso eunuco chino de la dinastía Ming, durante el reinado del emperador Zhengde.
Liu fue famoso por ser uno de los funcionarios más influyentes en la historia de China. Durante algún tiempo, Liu fue el emperador en todo menos en el nombre. Era el líder de los "Ocho Tigres", un poderoso grupo de eunucos que controlaba la corte imperial. Liu era del área de Xingping, un condado en la provincia de Shaanxi, aproximadamente a 30 millas al oeste de la prefectura de Xi'an.
El apellido original de Liu Jin era Tan (談). Cuando se convirtió en eunuco bajo la égida de un oficial eunuco llamado Liu, adoptó el apellido de su maestro.

## Conspirando contra el emperador
El estilo de vida disoluto del emperador Zhengde impuso una pesada carga sobre el imperio. Se negaba a recibir a sus ministros e ignoraba todas sus peticiones mientras sancionaba el crecimiento de la comunidad de eunucos en el palacio imperial. Liu aprovechó su desinterés en los asuntos de estado para acaparar el poder y ajustar cuentas con oponentes. Hizo algunas reformas, como alentar a las viudas a volver a casarse, una medida que iba en contra de las opiniones del neoconfucianismo de la época. El periodo de su gobierno provocó caos y parálisis administrativos, a causa de las disputas entre los varios servicios secretos imperiales (véase Depósito del Este). Muchos funcionarios y otros eunucos se opusieron a Liu: la rebelión del Príncipe de Anhua, Zhu Zhifan, a principios de 1510 fue un intento fallido de asesinar a Liu y tomar el poder. Después de que los altos funcionarios reprimieran el levantamiento, un funcionario llamado Yang Yiqing persuadió a otro eunuco, Zhang Yong (張永) para informar sobre el complot acusando de la rebelión a Liu. El emperador Zhengde no creyó este informe al principio, pero lo tomó lo suficientemente en serio como para considerar la posibilidad de expulsar a Liu al condado de Fengyang en la provincia de Anhui. El descubrimiento de Zhang de muchas armas, como abanicos con cuchillas, y el enorme producto de su enriquecimiento personal a través de métodos corruptos como sobornos y confiscaciones, en las casas de Liu selló su destino.

## Muerte
El emperador ordenó que Liu fuera ejecutado en una plaza de Pekín mediante muerte por mil cortes durante un período de tres días, un proceso que resultó en que Liu fuera cortado 3.357 veces. Según testigos, muchos de los enojados espectadores compraron un trozo de su carne por un qian (la moneda más pequeña disponible en ese momento) y lo consumieron acompañado de vino de arroz. Liu murió el segundo día de su castigo después de trescientos o cuatrocientos cortes, el resto se efectuaron sobre su cadáver, como era costumbre.

## Riqueza personal
Según un informe, poco antes de la ejecución de Liu, 12.057.800 de taels (449.750 kg) de oro y 259.583.600 taels (9.682.470 kg) de plata fueron sustraídos de su domicilio. En 2001, el Asian Wall Street Journal colocó a Liu en su lista de las cincuenta personas más ricas de los últimos mil años aunque, de hecho, la cantidad real puede haber sido menor.